# Alfred Aboya
Alfred Roland Aboya Baliaba (Yaoundé, 2 gennaio 1985) è un ex cestista e allenatore di pallacanestro camerunese.

## Carriera
Con il Camerun ha disputato tre edizioni dei Campionati africani (2009, 2011, 2013).